# Jack Hacking
Jack Hacking, all'anagrafe John Hacking (Blackburn, 22 dicembre 1897 – Accrington, 31 maggio 1955) è stato un allenatore di calcio e calciatore inglese, di ruolo portiere.

## Carriera

### Giocatore

#### Club
Tra il 1919 ed il 1925 ha giocato in totale 32 partite nella seconda divisione inglese con il Blackpool. Nel 1926, dopo una stagione trascorsa ai semiprofessionisti del Fleetwood Town, si accasa all'Oldham Athletic, nuovamente in seconda divisione; gioca in questa categoria con gli Owls fino al 1934 per un totale di 223 presenze, per poi giocarci ulteriori 32 partite con il Manchester Utd; si ritira infine nel 1935, all'età di 38 anni, dopo aver giocato 17 partite in terza divisione con l'Accrington Stanley.

#### Nazionale
Tra il 1928 ed il 1929 ha giocato 3 partite con la nazionale inglese, tutte nel Torneo Interbritannico.

### Allenatore
Nella stagione 1936-1937 ha allenato l'Accrington Stanley in terza divisione. Dal 1949 al 1955 ha invece allenato il Barrow.